# Farnesyltransferase
Farnesyltransferase (Abk. FTase) ist dasjenige Enzym, das die Übertragung eines Farnesylrests von Farnesyldiphosphat (FPP) auf Proteine katalysiert. Durch die so entstandene Thioetherbindung zwischen Farnesylrest und C-terminalen Cystein des Proteins kann Letzteres an die Zellmembran verankert werden. Dieser Mechanismus wird auch als (posttranslationale) Prenylierung bezeichnet und kommt in allen Eukaryoten vor.
Die FTase besteht beim Menschen aus zwei Untereinheiten und ist außerdem in der Lage, Geranylgeranylreste zu übertragen (EC 2.5.1.59).